# 唐尼·奧斯蒙
唐尼·克拉克·奧斯蒙（英語：Donald Clark Osmond，1957年12月9日—）是一名美國男歌手、舞者、詞曲作家、演員、電視主持人和前少年偶像。唐尼奧斯蒙最初與他的四個兄弟所組成的奧斯蒙樂團（The Osmonds）而成名，曾有冠軍曲〈壞蘋果〉（One Bad Apple）等暢銷曲。後來唐尼奧斯蒙開始了自己的個人事業，其中以冠軍曲〈走開，小女孩〉（Go Away Little Girl）和亞軍曲〈愛的士兵〉（Soldier of Love）最為知名。
唐尼奧斯蒙也憑藉和妹妹瑪麗奧斯蒙（Marie Osmond）主持綜藝節目《唐尼與瑪麗》（Donny & Marie）而頗受歡迎。2008年起，他和瑪麗都為了表演而居住在拉斯維加斯火鶴酒店，直至2019年才搬離。
奧斯蒙參與過的知名節目如《与星共舞》（第九季）、《蒙面歌手》（第一季），他還於2002年至2004年間主持了遊戲節目《金字塔》。

## 外部連結
- 官方网站
- 唐尼·奧斯蒙在互联网电影资料库（IMDb）上的資料（英文）